# Philippe Rolland
Pour les articles homonymes, voir Rolland.
Philippe Rolland, né le 25 février 1940 à Gisors et mort le 2 février 2017 à Paris 14e, est un prêtre catholique français (diocèse de Meaux). Professeur d'exégèse biblique depuis 1971, il a publié de nombreux ouvrages relatifs au Nouveau Testament.
Il a enseigné l'exégèse à Paris, Brazzaville, Jérusalem et Issy-les-Moulineaux.

## Biographie
L'abbé Philippe Rolland était également un intervenant régulier de la radio en ligne Lumière 101 sur des sujets aussi divers que L'authenticité des Évangiles, Rome au temps de Jésus et des premiers disciples, Un exégète passe au crible le travail d’un historien : le ‘Jésus’ de Jean-Christian Petitfils, L'histoire de la fête de Noël.

## Études relatives au Nouveau Testament
L'abbé Philippe Rolland a publié de nombreux articles et ouvrages sur les origines des évangiles et la structure littéraire du Nouveau Testament.
Ses travaux l'amènent à contester l'interprétation d'une majorité d'exégètes contemporains, particulièrement lorsqu'ils affirment que beaucoup d'écrits du Nouveau Testament ont été rédigés après la mort des apôtres, par des auteurs inconnus écrivant sous un pseudonyme. Il dénonce ainsi ce qu'il considère comme la « mode pseudo » et entend démontrer l'authenticité des écrits des témoins de Jésus.
Il considère en conséquence que la valeur historique des évangiles est très grande et que l'enracinement juif des matériaux évangéliques est évident.
La chronologie qu'il propose est celle-ci (2001) : 
- Avant 40 : Évangile de Jérusalem et sa traduction en grec.
- Avant 43 : Évangile de Césarée (Q),
- 50/51 : Première et Deuxième Épîtres aux Thessaloniciens.
- Printemps 56 : Première Épître aux Corinthiens.
- Été 56 : Épître de Jacques.
- Automne 56 : Épître aux Philippiens.
- Avant 57 : Évangile pétrinien d'Antioche. Évangile paulinien d'Éphèse.
- Hiver 56/57 : Lettre dans les larmes (2 Co 10-13). Épître aux Galates.
- Printemps 57 : Lettre de réconciliation (2 Co 1-9).
- Hiver 57/58 : Épître aux Romains.
- Printemps 58 : Épître à Tite. Première Épître à Timothée.
- Automne 58 : Deuxième Épître à Timothée.
- 59 : Première Épître de Pierre.
- 59 ou 60 : Épître à Philémon. Épître aux Colossiens. Épître aux Éphésiens.
- 63 ou 64 : Épître aux Hébreux.
- 63 ou 64 : Deuxième Épître de Pierre. Évangile grec de Matthieu, Évangile de Luc et Actes des Apôtres.
- 66 ou 67 : Évangile de Marc.
- 68 ou 69 : Épître de Jude.
- Après 95 : Apocalypse de Jean,
- Vers 98 : Les trois Épîtres de Jean.
- Vers 100 : Évangile de Jean.

## Ouvrages
- Philippe Rolland, Les Premiers Évangiles, un nouveau regard sur le problème synoptique, Paris, Éditions du Cerf, 1984. Recension sur la base Persée.
- Philippe Rolland, À l'écoute de l'Épître aux Romains, Paris, Éditions du Cerf, 1991.
- Philippe Rolland, Les ambassadeurs du Christ, ministère pastoral et Nouveau Testament, Paris, Éditions du Cerf, 1991.
- Philippe Rolland, « Sois le berger de mes brebis », la mission du prêtre dans le monde, Paris, Éditions Saint-Paul, 1993.
- Philippe Rolland, L'Origine et la Date des Évangiles, Les témoins oculaires de Jésus, édition Saint-Paul, Paris, 1994.
- Philippe Rolland, Présentation du Nouveau Testament selon l'ordre chronologique et la structure littéraire des écrits apostoliques proposés par Philippe Rolland : texte de la version synodale révisée par les éd., Versailles, Éditions de Paris, 1995.
- Philippe Rolland, La succession apostolique dans le Nouveau Testament, Versailles, Éditions de Paris, 1997.
- Philippe Rolland, Jésus et les historiens, Versailles, Éditions de Paris, 1998.
- Philippe Rolland, La mode « pseudo » en exégèse, Le triomphe du modernisme depuis vingt ans, Versailles, Éditions de Paris, 2002. Cet ouvrage a été réédité en 2006 avec un sous-titre modifié : Le triomphe posthume d'Alfred Loisy[5]
- Philippe Rolland, Benoît XVI et la date de Pâques, selon la prophétie de saint Malachie, Versailles, Éditions de Paris, 2005.
- Philippe Rolland, Et le Verbe s'est fait chair, introduction au Nouveau Testament, Paris, Presses de la Renaissance, 2005.
- Lucien Houdry, Philippe Rolland, La naissance du Nouveau Testament, c/o Lucien Houdry, Lille, 1999. Recension.

## Articles
- Ph. Rolland, « La date de l'épître de Jacques », Nouvelle revue théologique, tome 118/6, pp. 829–851, Bruxelles, 1996.
- Ph. Rolland, « Discussions sur la chronologie paulinienne », Nouvelle revue théologique, tome 114/6, pp. 870–888, Bruxelles, 1992.
- Ph. Rolland, « Le ministère pastoral, ambassade au nom du Christ », Nouvelle revue théologique, tome 105/2, Bruxelles, 1983.